# Али ибн Яхья аль-Армани
Али ибн Яхья аль-Армани — мусульманский военачальник середины IX века армянского происхождения. Вали Армении, Египта и Азербайджана.

## Биография
Родился в армянской семье. В 840 году халиф Аббасидов назначил его вали Египта на замену Малика ибн Кайдара. Позже халиф отправил его на должность командующего обороной пограничных областей халифата в Киликии для противостояния Византийской империи. Он был первым эмиром Тарсуса, который осуществлял практически независимую политику в связи со снижением мощи центрального правительства, занимая этот пост в течение периода с 852—853 года до октября-ноября 862 года. В этой должности Али предпринял несколько летних экспедиций за горы Тавра в Византийскую Анатолию в 851, 852, 853, 856, 859 и 860 годах. В частности в 856 году он присутствовал на процедуре обмена пленными.
В 862 году халиф назначил Али ибн Яхью вали Армянского эмирата и Азербайджана, но в следующем году он пал в бою с византийцами. Вместе с ним погибло 400 человек из возглавляемой им группы войск. После гибели эмира Малатьи Умара эль-Акта в битве при Лалакаоне в сентябре, известие о смерти Али вызвало беспорядки среди населения Багдада, Самарры и других городов, которое было возмущено бессилием и пассивность правительства. Сын Али Мухаммад позже также служил амиром Тарса с 871—872 по 872—873 или 873—874 года.
По словам арабского писателя и историка X века Аль-Масуди, репутация Али была столь высока, что он был среди тех прославленных мусульман, чьи портреты были выставлены в византийских церквях в знак признания их доблести.